# Adelino Trindade
Adelino Trindade (Baucau, 2 de junho de 1995) é um futebolista timorense que atua como zagueiro. Atualmente, defende o Dili United e a Seleção Timorense de Futebol.